# 模板 (建築)

## 模板的種類
傳統木模（Tradition timber formwork）：模板在當場由木頭或膠合板製造，木模製程簡單，但對大型建物而言可能非常費時。傳統木模在一些情況，如勞力成本比模板成本低時，仍被廣泛使用。它也是最靈活的一種模板，所以即使使用了其他系統，複雜的工程部份仍會使用它。
系統模板（Engineered formwork system）：這種模板由預製的金屬骨架(通常是鋼或鋁)組成，在對應混凝土的那面安裝著適合的表面材料。與傳統木模相比有兩個主要優點，首先是建造速度，第二是模板的重複使用可使成本降低（骨架幾乎不會損耗、而表面材料如果是木頭可能需要在幾次使用後替換，如果表面材料是金屬則可以達到千次的重複使用。）
塑膠模板（Re-usable plastic formwork）：這種模組系統用來建造可高度變化但相對簡單的混凝土結構。這些模板輕盈且強健。塑膠模板特別適合使用在相似的建築結構計畫或著低成本、大量住宅計畫。